# Tuzlanski komorni orkestar
Tuzlanski komorni orkestar (boš. Tuzlanski kamerni orkestar) je komorni orkestar iz Soli (Tuzle).

## Povijest
Današnji tuzlanski komorni orkestar osnovan je koncem 2012. godine. Predstavlja obnovu tradicije komorne glazbe u Tuzli. Do kraja 1980-ih u Tuzli je djelovao slični glazbeni ansambl. Osnivače današnjeg orkestra vodila je slična zamisao. Ponovom pokretanju projekta pristupila je skupina tuzlanskih glazbenih raznih glazbenih profila. Članovi komornog orkestra su akademski obrazovani profesionalni glazbeni iz BiH (Tuzle - Soli, Sarajeva), Hrvatske i Srbije, podrijetlom iz Tuzle te drugi entuzijasti koji su se odazvali pozivu. 
Kreiran je uz potporu Međunarodne galerije portreta u Tuzli i Općine Tuzle. Svi su svirači bivši ili sadašnji učenici tuzlanske Srednje glazbene škole te Muzičke akademije u Sarajevu. Premijerno su javno svirali 3. veljače 2013. godine u Međunarodnoj galeriji portreta Tuzla. Redovno se sastaju u prostorima te galerije ili u Ateljeu Ismet Mujezinović. Orkestar danas ima 12 članova i članica raznih profila. Među njima su violinistica Katarina Pavljašević i oboistica Eleonore Loue-Freicher. Voditeljica je Nataša Kakeš.